# 23758 Guyuzhou
23758 Guyuzhou là một tiểu hành tinh vành đai chính với chu kỳ quỹ đạo là 1304.6314416 ngày (3.57 năm).
Nó được phát hiện ngày 23 tháng 5 năm 1998.